# تاکاهیرو ماسوکاوا
تاکاهیرو ماسوکاوا (انگلیسی: Takahiro Masukawa؛ زادهٔ ۸ نوامبر ۱۹۷۹) بازیکن فوتبال اهل ژاپن است.
از باشگاه‌هایی که در آن بازی کرده‌است می‌توان به باشگاه فوتبال آویسپا فوکوئوکا، باشگاه فوتبال ویسل کوبه، باشگاه فوتبال ناگویا گرامپوس، و باشگاه فوتبال کونسادول ساپورو اشاره کرد.